# Obdurodon
Obdurodon är ett släkte av utdöda kloakdjur som levde mellan sen oligocen och pliocen. Det vetenskapliga släktnamnet är bildat av de gammalgrekiska orden för "permanenta tänder".
Släktets medlemmar är nära släkt med det nu levande näbbdjuret. Enligt uppskattningar hade de ungefär samma utseende. Fossil av arterna hittades i Australien. Exemplaren hade tunn tandemalj pa tänderna och molarerna hade 6 rötter. Individerna hade en näbb, ett avplattat kranium och de saknade fram- samt hörntänder. Med en kroppslängd (huvud och bal) av ungefär 60 cm var arterna lika stora som en stor individ av dagens näbbdjur. Pa grund av de robusta tänderna antas att Obdurodon hade större byten än den nu levande arten.
Tre arter är beskrivna:
- Obdurodon dicksoni
- Obdurodon insignis
- Obdurodon tharalkooschild